# Султанија Гулушту
Гулушту Ханим (турски изговор:  [ɟylysˈty]; османски турски: کلستو خانم; рођена као принцеза Фатма Чачба; око 1831 − око 1865) била је деветнаеста супруга султана Абдулмеџида I и мајка султана Мехмеда VI, последњег султана Османског царства.

## Биографија
Гулушту Ханим је рођена 1831. године у Сухуми, Абхазији. Рођена је као Фатма (или Фатима) Чачба, или Хенријет Чачба, и била је члан абхашке кнежевске породице Шервашидзе. Њен отац је био принц Тахир бег Чачба, а мајка Афисе Ханим Лакерба. Била је унука Келеша Ахмед-бега Шервашидзеа, шефа државе Кнежевине Абхазије.
Фатма је са породицом дошла у Цариград (данас познат као Истанбул), где јој је отац умро 1832. У доби од десет година поверена је у царски харем, где је промењено њено рођено име према обичају османског двора у Гулушту.
Гулушту се удала за Абдулмеџида I у августу 1854. Уздигнута је до титуле „Пете срећнице“. 1856. године добила је титулу „Четврта срећница“. 30. јула 1856. родила је своје прво дете, ћерку Медиху.  Пет година касније, 14. јануара 1861. године, родила је своје друго дете, сина Шехзада Мехмеда Вахидедина (будући Мехмед VI).

## Смрт
После смрти Абдулмеџида I 1861. године, Гулушту Ханим се преселила у палату на обали, где је умрла 1865. године, од избијања колере. Сахрањена је у сопственом маузолеју смештеном у Фатиховој џамији, у Истанбулу.